# Teoria quàntica de camps
La teoria quàntica de camps (sovint abreujada com a TQC o QFT per Quantum Field Theory) és l'aplicació de la mecànica quàntica al concepte físic de camp (com per exemple el camp electromagnètic), així com a les interaccions dels camps amb la matèria. Els fonaments de la teoria es van desenvolupar entre el final dels anys 1920 i els anys 1950 combinant la mecànica quàntica amb la teoria de la relativitat restringida, especialment per Paul Dirac, Vladímir Fok, Pascual Jordan, Wolfgang Pauli, Werner Heisenberg, Hans Bethe, Sin-Itiro Tomonaga, Julian Schwinger, Richard Feynman i Freeman Dyson.
La teoria proporciona un marc teòric utilitzat àmpliament en física de partícules i en física de la matèria condensada. En particular, la teoria quàntica del camp electromagnètic, coneguda com a electrodinàmica quàntica, fou el primer exemple de teoria quàntica de camps i és la teoria comprovada experimentalment amb major precisió de la física.  Les teories quàntiques de camps no relativistes són necessàries en física de la matèria condensada (per exemple en la teoria BCS de la superconductivitat), mentre que les teories relativistes són indispensables en física de partícules.

## Història
La teoria quàntica de camps va sorgir del treball de generacions de físics teòrics durant gran part del segle xx. El seu desenvolupament va començar a la dècada de 1920 amb la descripció de les interaccions entre la llum i els electrons, culminant amb la primera teoria quàntica de camps—electrodinàmica quàntica. Aviat va seguir un obstacle teòric important amb l'aparició i persistència de diversos infinits en els càlculs pertorbatius, un problema que només es va resoldre als anys 50 amb la invenció del procediment de renormalització. Una segona barrera important va venir amb l'aparent incapacitat de la TQC per descriure la força nuclear feble i forta, fins al punt que alguns teòrics van demanar l'abandonament de l'enfocament teòric del camp. El desenvolupament de la teoria de gauge i la finalització del model estàndard de la física de partícules a la dècada de 1970 van portar a un renaixement de la teoria quàntica de camps.

### Fonaments teòrics

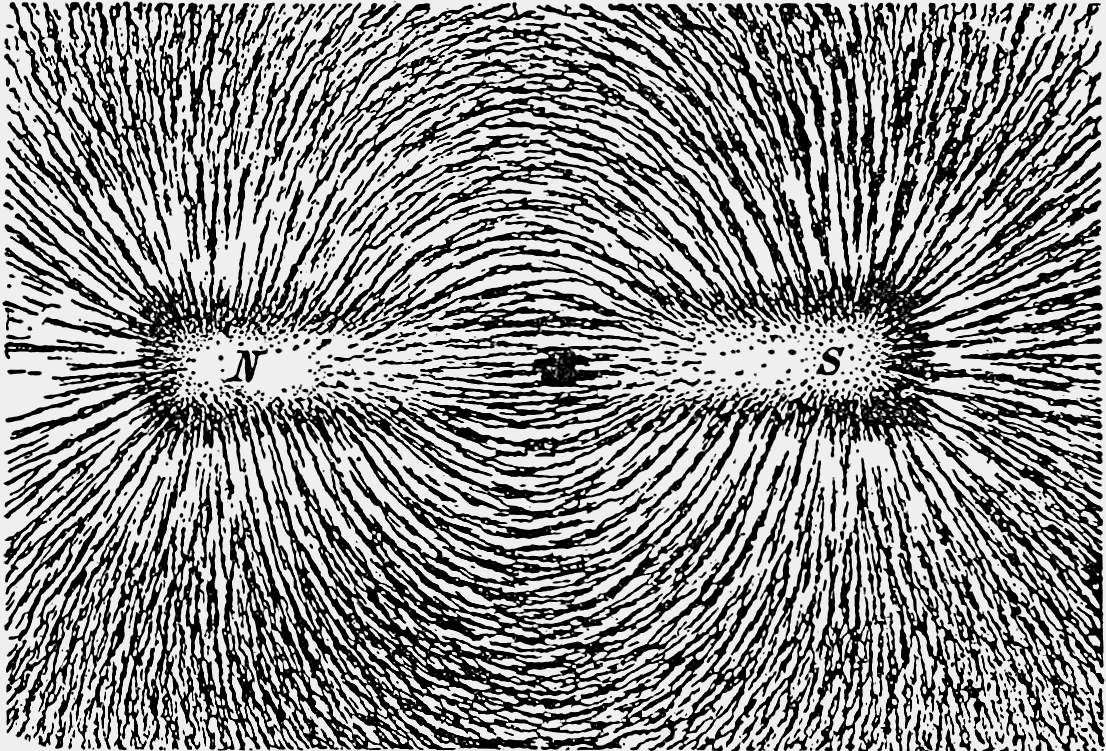
Línies de camp magnètic visualitzades amb llimadures de ferro. Quan un tros de paper s'escampa amb llimadures de ferro i es col·loca damunt d'un imant de barra, les llimades s'alineen segons la direcció del camp magnètic, formant arcs que permeten als espectadors veure clarament els pols de l'imant i veure el camp magnètic generat.

La teoria quàntica de camps resulta de la combinació de la teoria clàssica de camps, la mecànica quàntica i la relativitat especial. A continuació s'ofereix una breu visió general d'aquests precursors teòrics.
La teoria de camps clàssica més antiga és aquella que va sorgir de la llei de la gravitació universal de Newton, malgrat l'absència total del concepte de camps del seu tractat de 1687 Philosophiæ Naturalis Principia Mathematica. La força de gravetat tal com la descriu Isaac Newton és una «acció a distància»: els seus efectes sobre objectes llunyans són instantanis, independentment de la distància. En un intercanvi de cartes amb Richard Bentley, però, Newton va afirmar que «és inconcebible que la matèria bruta inanimada, sense la mediació d'una altra cosa que no és material, operi i afecti una altra matèria sense contacte mutu». No va ser fins al segle xviii que els físics matemàtics van descobrir una descripció convenient de la gravetat basada en camps: una quantitat numèrica (un vector en el cas de camp gravitatori) assignat a cada punt de l'espai indicant l'acció de la gravetat sobre qualsevol partícula en aquest punt. Tanmateix, això es va considerar només un truc matemàtic.
Els camps van començar a adquirir una existència pròpia amb el desenvolupament de l'electromagnetisme al segle xix. Michael Faraday va encunyar el terme anglès «field» (camp) el 1845. Va introduir els camps com a propietats de l'espai (fins i tot quan està desproveït de matèria) amb efectes físics. Va argumentar en contra de «l'acció a distància» i va proposar que les interaccions entre objectes es produeixin mitjançant «línies de força» que omplen l'espai. Aquesta descripció dels camps es manté fins avui.
La teoria de l'electromagnetisme clàssic es va completar el 1864 amb les equacions de Maxwell, que descrivien la relació entre el camp elèctric, el camp magnètic, el corrent elèctric i la càrrega elèctrica. Les equacions de Maxwell implicaven l'existència d'ones electromagnètiques, un fenomen pel qual els camps elèctrics i magnètics es propaguen d'un punt espacial a un altre a una velocitat finita, que resulta ser la velocitat de la llum. Així, l'acció a distància es va refutar de manera concloent.
Malgrat l'enorme èxit de l'electromagnetisme clàssic, no va poder explicar les línies discretes dels espectres atòmics, ni tampoc la distribució de la radiació del cos negre en diferents longituds d'ona. L'estudi de Max Planck sobre la radiació del cos negre va marcar el començament de la mecànica quàntica. Va tractar els àtoms, que absorbeixen i emeten radiació electromagnètica, com a petits oscil·ladors amb la propietat crucial que les seves energies només poden prendre una sèrie de valors discrets, més que continus. Aquests es coneixen com a oscil·ladors harmònics quàntics. Aquest procés de restringir les energies a valors discrets s'anomena quantització. Basant-se en aquesta idea, Albert Einstein va proposar el 1905 una explicació per a l'efecte fotoelèctric, que la llum es compon de paquets individuals d'energia anomenats fotons (els quants de llum). Això implicava que la radiació electromagnètica, tot i ser ones en el camp electromagnètic clàssic, també existeix en forma de partícules.
El 1913, Niels Bohr va introduir el model de Bohr de l'estructura atòmica, on els electrons dins dels àtoms només poden prendre una sèrie d'energies discretes, més que contínues. Aquest és un altre exemple de quantificació. El model de Bohr va explicar amb èxit la naturalesa discreta de les línies espectrals atòmiques. El 1924, Louis de Broglie va proposar la hipòtesi de la dualitat ona-partícula, que les partícules microscòpiques presenten propietats semblants a les ones i a les partícules en diferents circumstàncies. Unint aquestes idees disperses, una disciplina coherent, la mecànica quàntica, es va formular entre 1925 i 1926, amb importants contribucions de Max Planck, Louis de Broglie, Werner Heisenberg, Max Born, Erwin Schrödinger, Paul Dirac i Wolfgang Pauli.
El mateix any que el seu article sobre l'efecte fotoelèctric, Einstein va publicar la seva teoria de la relativitat especial, basada en l'electromagnetisme de Maxwell. Es van donar noves regles, anomenades transformacions de Lorentz, per a la manera com les coordenades de temps i espai d'un esdeveniment canvien sota canvis en la velocitat de l'observador, i la distinció entre temps i espai es va difuminar. Es va proposar que totes les lleis físiques havien de ser les mateixes per als observadors a diferents velocitats, és a dir, que les lleis físiques fossin invariants sota transformacions de Lorentz.
Quedaven dues dificultats. Observacionalment, l'equació de Schrödinger subjacent a la mecànica quàntica podria explicar l'emissió estimulada de la radiació dels àtoms, on un electró emet un nou fotó sota l'acció d'un camp electromagnètic extern, però no va poder explicar l'emissió espontània, on un electró disminueix espontàniament en energia i emet un fotó fins i tot sense l'acció d'un camp electromagnètic extern. Teòricament, l'equació de Schrödinger no podia descriure els fotons i era incompatible amb els principis de la relativitat especial: tracta el temps com un nombre ordinari alhora que promou les coordenades espacials a operadors lineals.

### Electrodinàmica quàntica
La teoria quàntica de camps va començar pròpiament amb l'estudi de les interaccions electromagnètiques, ja que el camp electromagnètic era l'únic camp clàssic conegut a la dècada de 1920.
A través dels treballs de Born, Heisenberg i Pascual Jordan el 1925–1926, es va desenvolupar una teoria quàntica del camp electromagnètic lliure (una sense interaccions amb la matèria) mitjançant la quantificació canònica tractant el camp electromagnètic com un conjunt d'oscil·ladors harmònics quàntics. Amb l'exclusió de les interaccions, però, aquesta teoria encara era incapaç de fer prediccions quantitatives sobre el món real.
En el seu article fonamental de 1927 The quantum theory of the emission and absorption of radiation (La teoria quàntica de l'emissió i absorció de radiació), Dirac va encunyar el terme electrodinàmica quàntica (QED), una teoria que afegeix un terme d'interacció addicional als termes que descriuen el camp electromagnètic lliure entre la densitat de corrent elèctrica i el potencial electromagnètic vectorial. Utilitzant la teoria de la perturbació de primer ordre, va explicar amb èxit el fenomen de l'emissió espontània. Segons el principi d'incertesa de la mecànica quàntica, els oscil·ladors harmònics quàntics no poden romandre estacionaris, però tenen una energia mínima diferent de zero i sempre han d'oscil·lar, fins i tot en l'estat d'energia més baix (l'estat fonamental). Per tant, fins i tot en un buit perfecte, queda un camp electromagnètic oscil·lant amb energia del punt zero. És aquesta fluctuació quàntica dels camps electromagnètics al buit la que "estimula" l'emissió espontània de radiació per part dels electrons dels àtoms. La teoria de Dirac va tenir un gran èxit a l'hora d'explicar tant l'emissió com l'absorció de radiació pels àtoms; mitjançant l'aplicació de la teoria de la pertorbació de segon ordre, va poder explicar la dispersió de fotons, la fluorescència de ressonància i la dispersió de Compton no relativista. No obstant això, l'aplicació de la teoria de la pertorbació d'ordre superior estava plagada d'infinites problemàtiques en els càlculs.
El 1928, Dirac va escriure una equació d'ona que descrivia electrons relativistes: l'equació de Dirac. Va tenir les següents conseqüències importants: l'espín d'un electró és 1/2; el Factor g de l'electró és 2; va conduir a la fórmula correcta de Sommerfeld per a l'estructura fina de l'àtom d'hidrogen; i es podria utilitzar per derivar la fórmula de Klein-Nishina per a la dispersió relativista de Compton. Tot i que els resultats van ser fructífers, la teoria també aparentment implicava l'existència d'estats d'energia negativa, que farien que els àtoms fossin inestables, ja que sempre podrien desintegrar-se a estats d'energia més baixos per emissió de radiació.
La visió predominant en aquell moment era que el món estava compost per dos ingredients molt diferents: partícules materials (com els electrons) i camps quàntics (com els fotons). Les partícules materials es consideraven eternes, amb el seu estat físic descrit per les probabilitats de trobar cada partícula en qualsevol regió determinada de l'espai o rang de velocitats. D'altra banda, els fotons eren considerats només els estats excitats del camp electromagnètic quantificat subjacent, i es podien crear o destruir lliurement. Va ser entre 1928 i 1930 que Jordan, Eugene Wigner, Heisenberg, Pauli i Enrico Fermi van descobrir que les partícules materials també es podien veure com estats excitats de camps quàntics. De la mateixa manera que els fotons són estats excitats del camp electromagnètic quantificat, cada tipus de partícula tenia el seu camp quàntic corresponent: un camp d'electrons, un camp de protons, etc. Amb l'energia necessària, seria possible crear partícules materials. Partint d'aquesta idea, Fermi va proposar el 1932 una explicació per a la Desintegració β coneguda com a interacció de Fermi. Els nuclis atòmics no contenen electrons per se, però en el procés de desintegració, es crea un electró a partir del camp electrònic circumdant, de manera anàloga al fotó creat a partir del camp electromagnètic circumdant en la desintegració radiativa d'un àtom excitat.
L'any 1929 Dirac i altres es van adonar que els estats d'energia negativa implicats per l'equació de Dirac es podien eliminar assumint l'existència de partícules amb la mateixa massa que els electrons però amb càrrega elèctrica oposada. Això no només assegurava l'estabilitat dels àtoms, sinó que també va ser la primera proposta de l'existència de l'antimatèria. De fet, l'evidència dels positrons va ser descoberta l'any 1932 per Carl David Anderson als raigs còsmics. Amb prou energia, com per exemple la d'absorbir un fotó, es podria crear un parell electró-positró, un procés anomenat creació de parells; el procés invers, l'aniquilació, també es podria produir amb l'emissió d'un fotó. Això va demostrar que no cal fixar el nombre de partícules durant una interacció. Històricament, però, al principi es pensava que els positrons eren "forats" en un mar infinit d'electrons, en lloc d'un nou tipus de partícules, i aquesta teoria es coneixia com la teoria del forat de Dirac. La TQC va incorporar de manera natural antipartícules en el seu formalisme.

### Infinits i renormalització
Robert Oppenheimer va demostrar el 1930 que els càlculs pertorbatius d'ordre superior en electrodinàmica quàntica sempre donaven com a resultat quantitats infinites, com l'energia pròpia d'electrons i l'energia del punt zero del buit dels camps d'electrons i fotons, que suggereix que els mètodes computacionals de l'època no podien tractar correctament les interaccions amb fotons amb moments extremadament elevats. No va ser fins 20 anys més tard que es va desenvolupar un enfocament sistemàtic per eliminar tals infinits.
Ernst Stueckelberg va publicar una sèrie d'articles entre 1934 i 1938 que van establir una formulació relativísticament invariant de la QFT. El 1947, Stueckelberg també va desenvolupar de manera independent un procediment de renormalització complet. Aquests èxits no van ser entesos ni reconeguts per la comunitat teòrica.
Davant d'aquests infinits, John Archibald Wheeler i Heisenberg van proposar, el 1937 i el 1943 respectivament, substituir la problemàtica QFT per l'anomenada teoria de la matriu S. Atès que els detalls específics de les interaccions microscòpiques són inaccessibles a les observacions, la teoria només hauria d'intentar descriure les relacions entre un nombre reduït d'observables (per exemple l'energia d'un àtom) en una interacció, en lloc de preocupar-se per les minuciositats microscòpiques de la interacció. El 1945, Richard Feynman i Wheeler van suggerir de manera agosarada abandonar QFT per complet i van proposar l'acció a distància com el mecanisme de les interaccions de partícules.
El 1947, Willis Lamb i Robert Retherford van mesurar la diferència de minut en els nivells d'energia 2S1/2 i 2P1/2 de l'àtom d'hidrogen, també anomenada desplaçament de Lamb. En ignorar la contribució dels fotons l'energia dels quals supera la massa d'electrons, Hans Bethe va estimar amb èxit el valor numèric del desplaçament de Lamb. Posteriorment, Norman Myles Kroll, Lamb, James Bruce French i Victor Weisskopf van tornar a confirmar aquest valor utilitzant un enfocament en què els infinits cancel·laven altres infinits per donar lloc a quantitats finites. Tanmateix, aquest mètode era maldestre i poc fiable i no es podia generalitzar a altres càlculs.
El gran avenç va arribar al voltant de 1950 quan Julian Schwinger, Richard Feynman, Freeman Dyson i Shinichiro Tomonaga van desenvolupar un mètode més robust per eliminar els infinits. La idea principal és substituir els valors calculats de massa i càrrega, per infinits que siguin, pels seus valors mesurats finits. Aquest procediment computacional sistemàtic es coneix com a renormalització i es pot aplicar a un ordre arbitrari en la teoria de la pertorbació. Com Tomonaga va dir al seu discurs al Nobel:
| « | (anglès) Since those parts of the modified mass and charge due to field reactions [become infinite], it is impossible to calculate them by the theory. However, the mass and charge observed in experiments are not the original mass and charge but the mass and charge as modified by field reactions, and they are finite. On the other hand, the mass and charge appearing in the theory are… the values modified by field reactions. Since this is so, and particularly since the theory is unable to calculate the modified mass and charge, we may adopt the procedure of substituting experimental values for them phenomenologically... This procedure is called the renormalization of mass and charge… After long, laborious calculations, less skillful than Schwinger's, we obtained a result... which was in agreement with [the] Americans'. | (català) Atès que aquelles parts de la massa modificada i la càrrega deguda a les reaccions de camp [esdevenen infinites], és impossible calcular-les per la teoria. Tanmateix, la massa i la càrrega observades en els experiments no són la massa i la càrrega originals, sinó la massa i la càrrega modificades per les reaccions de camp, i són finites. D'altra banda, la massa i la càrrega que apareixen a la teoria són... els valors modificats per les reaccions de camp. Com que això és així, i sobretot perquè la teoria és incapaç de calcular la massa i la càrrega modificades, podem adoptar el procediment de substituir fenomenològicament els valors experimentals... Aquest procediment s'anomena renormalització de massa i càrrega... Després d'uns càlculs llargs i laboriosos, menys hàbils que els de Schwinger, vam obtenir un resultat... que estava d'acord amb [els] americans. | » |
| — Tomonaga, Shinichiro «Development of Quantum Electrodynamics». Science, vol. 154, 3751, 1966, pàg. 864–868. Bibcode: 1966Sci...154..864T. DOI: 10.1126/science.154.3751.864. PMID: 17744604. | | |   |

Amb l'aplicació del procediment de renormalització, finalment es van fer càlculs per explicar el moment magnètic anòmal de l'electró (la desviació del factor g de l'electró de 2) i la polarització al buit. Aquests resultats coincidien amb les mesures experimentals en un grau notable, marcant així el final d'una "guerra contra els infinits".
Al mateix temps, Feynman va introduir la Formulació de la integral de camins de la mecànica quàntica i el diagrama de Feynman. Aquests últims es poden utilitzar per organitzar de manera visual i intuïtiva i ajudar a calcular termes en l'expansió perturbativa. Cada diagrama es pot interpretar com a camins de partícules en una interacció, amb cada vèrtex i línia amb una expressió matemàtica corresponent, i el producte d'aquestes expressions dóna l'amplitud de dispersió de la interacció representada pel diagrama.
Va ser amb la invenció del procediment de renormalització i els diagrames de Feynman que finalment va sorgir QFT com a marc teòric complet.

### No renormalització
Donat l'enorme èxit de QED, molts teòrics van creure, en els pocs anys posteriors a 1949, que QFT aviat podria proporcionar una comprensió de tots els fenòmens microscòpics, no només les interaccions entre fotons, electrons i positrons. Contràriament a aquest optimisme, QFT va entrar en un altre període de depressió que va durar gairebé dues dècades.
El primer obstacle va ser la limitada aplicabilitat del procediment de renormalització. En els càlculs pertorbatius en QED, totes les quantitats infinites es podien eliminar redefinint un nombre petit (finit) de magnituds físiques (és a dir, la massa i la càrrega de l'electró). Dyson va demostrar el 1949 que això només és possible per a una petita classe de teories anomenades "teories renormalitzables", de les quals QED n'és un exemple. Tanmateix, la majoria de teories, inclosa la teoria de Fermi de la interacció feble, són "no renormalitzables". Qualsevol càlcul pertorbatiu en aquestes teories més enllà del primer ordre donaria lloc a infinits que no es podrien eliminar redefinint un nombre finit de magnituds físiques.
El segon gran problema va derivar de la validesa limitada del mètode dels diagrames de Feynman, que es basa en una expansió en sèrie en la teoria de pertorbacions. Perquè la sèrie convergeixi i els càlculs d'ordre baix siguin una bona aproximació, la constant d'acoblament, en la qual s'amplia la sèrie, ha de ser un nombre prou petit. La constant d'acoblament en QED és la constant d'estructura fina α ≈ 1/137, que és prou petita perquè només calgui considerar els diagrames de Feynman més simples i d'ordre més baix en càlculs realistes. En canvi, la constant d'acoblament en la interacció forta és aproximadament de l'ordre d'un, fent que els diagrames de Feynman complicats i d'ordre superior siguin tan importants com els simples. Per tant, no hi havia manera d'obtenir prediccions quantitatives fiables per a la interacció forta utilitzant mètodes QFT pertorbatius.
Amb aquestes dificultats, molts teòrics van començar a allunyar-se de QFT. Alguns es van centrar en principis de simetria i lleis de conservació, mentre que altres van recollir l'antiga teoria de la matriu S de Wheeler i Heisenberg. QFT es va utilitzar heurísticament com a principi rector, però no com a base per als càlculs quantitatius.

### Teoria font
Schwinger, però, va prendre una ruta diferent. Durant més d'una dècada, ell i els seus estudiants havien estat gairebé els únics exponents de la teoria de camps, però el 1951 va trobar una manera d'evitar el problema dels infinits amb un nou mètode utilitzant fonts externes com a corrents acoblats per mesurar camps. Motivat pels primers resultats, Schwinger va continuar perseguint aquest enfocament per tal de generalitzar "quànticament" el procés clàssic d'acoblament de forces externes als paràmetres de l'espai de configuració coneguts com a multiplicadors de Lagrange. Va resumir la seva teoria font l'any 1966 i després va ampliar les aplicacions de la teoria a l'electrodinàmica quàntica en el seu conjunt de tres volums titulat: Partícules, fonts and Fields. Els desenvolupaments de la física dels pions, en què el nou punt de vista es va aplicar amb més èxit, el van convèncer dels grans avantatges de la simplicitat matemàtica i la claredat conceptual que donava el seu ús.
En la teoria font no hi ha divergències, ni renormalització. Es pot considerar com l'eina de càlcul de la teoria de camps, però és més general. Utilitzant la teoria font, Schwinger va poder calcular el moment magnètic anòmal de l'electró, cosa que havia fet el 1947, però aquesta vegada sense "comentaris distractors" sobre quantitats infinites.

Schwinger també va aplicar la teoria de la font a la seva teoria QFT de la gravetat, i va poder reproduir els quatre resultats clàssics d'Einstein: desplaçament al vermell gravitatori, desviació i alentiment de la llum per gravetat i la precessió del periheli de Mercuri. La negligència de la teoria font per part de la comunitat física va ser una gran decepció per a Schwinger:
La manca d'apreciació d'aquests fets per part d'altres era depriment, però comprensible. -J. Schwinger

### Model estàndard

Model estàndard de les partícules elementals, amb les tres generacions de partícules de matèria, els bosons de gauge i el bosó de Higgs.

El 1954, Yang Chen-Ning i Robert L. Mills van generalitzar la simetria local de QED, donant lloc a la teoria no abeliana de gauge (també coneguda com a teoria Yang–Mills), que es basa en grups de simetria locals més complicats. En QED, les partícules carregades (elèctricament) interaccionen mitjançant l'intercanvi de fotons, mentre que en la teoria gauge no abeliana, les partícules que porten un nou tipus de "càrrega" interaccionen mitjançant l'intercanvi de bosons de gauge sense massa. A diferència dels fotons, aquests mateixos bosons de gauge porten càrrega.
Sheldon Glashow va desenvolupar una teoria de gauge no abeliana que va unificar les interaccions electromagnètiques i febles el 1960. El 1964, Abdus Salam i John Clive Ward van arribar a la mateixa teoria per un camí diferent. Aquesta teoria, tanmateix, no era renormalitzable.
Peter Higgs, Robert Brout, François Englert, Gerald Guralnik, Carl Hagen i Tom Kibble van proposar en els seus famosos documents Physical Review Letters que la simetria de calibre en les teories de Yang–Mills es podria trencar per un mecanisme anomenat trencament espontani de simetria, a través del qual els bosons gauge originalment sense massa podrien adquirir massa.
Combinant la teoria anterior de Glashow, Salam i Ward amb la idea de la ruptura espontània de la simetria, Steven Weinberg va escriure el 1967 una teoria que descrivia la interacció electrodèbil entre tots els leptons i els efectes del bosó de Higgs. Al principi, la seva teoria va ser ignorada majoritàriament, fins que va tornar a sortir a la llum el 1971 per la prova de Gerard 't Hooft que la teoria de gauge no abeliana és renormalitzable. La teoria electrofeble de Weinberg i Salam es va estendre dels leptons als quarks el 1970 per Glashow, John Iliopoulos i Luciano Maiani, completant-la.
Harald Fritzsch, Murray Gell-Mann i Heinrich Leutwyler van descobrir el 1971 que certs fenòmens que implicaven la interacció forta també es podien explicar amb la teoria de gauge no abeliana. Va néixer la Cromodinàmica quàntica (QCD). El 1973, David Gross, Frank Wilczek i Hugh David Politzer van demostrar que la teoria de gauge no abeliana és "asimptòticament lliure", és a dir, que sota la renormalització, la constant d'acoblament de la interacció forta disminueix a mesura que augmenta l'energia d'interacció. (Descobriments similars s'havien fet nombroses vegades anteriorment, però s'havien ignorat en gran manera.) Per tant, almenys en interaccions d'alta energia, la constant d'acoblament en QCD esdevé prou petita per garantir un expansió de sèries pertorbatives, fent possibles prediccions quantitatives per a la interacció forta.
Aquests avenços teòrics van provocar un renaixement en QFT. La teoria completa, que inclou la teoria electrofeble i la cromodinàmica, es coneix avui com el Model estàndard de partícules elementals. El model estàndard descriu amb èxit totes les forces fonamentals excepte la gravetat, i les seves nombroses prediccions s'han complert amb una confirmació experimental notable en les dècades posteriors. El bosó de Higgs, central en el mecanisme de ruptura de simetria espontània, es va detectar finalment el 2012 al CERN, marcant la verificació completa de l'existència de tots els constituents del Model Estàndard.

### Altres desenvolupaments
La dècada de 1970 va veure el desenvolupament de mètodes no perturbadors en les teories de gauge no abelianes. El monopol 't de Hooft–Polyakov va ser descobert teòricament per Gerardus 't Hooft i Alexander Polyakov, els tubs de flux per Holger Bech Nielsen i Poul Olesen, i els instantons per Polyakov i coautors. Aquests objectes són inaccessibles mitjançant la teoria de pertorbacions.
La Supersimetria també va aparèixer en el mateix període. El primer QFT supersimètric en quatre dimensions va ser construït per Iuri Golfand i Ievgueni Likhtman el 1970, però el seu resultat no va aconseguir un interès generalitzat a causa del Teló d'acer. La supersimetria només va sorgir a la comunitat teòrica a partir del treball de Julius Wess i Bruno Zumino el 1973.
Entre les quatre interaccions fonamentals, la gravetat segueix sent l'única que no té una descripció QFT coherent. Diversos intents d'una teoria de la gravetat quàntica van conduir al desenvolupament de la teoria de cordes, en si mateix un tipus de QFT bidimensional amb simetria conforme. Joël Scherk i John Schwarz van proposar per primera vegada el 1974 que la teoria de cordes podria ser la teoria quàntica de la gravetat.

## Formulació matemàtica

### Mecànica clàssica i mecànica quàntica
La dinàmica d'una partícula puntual de massa {\displaystyle m} en un règim no relativista, és a dir, a velocitats molt inferiors a la velocitat de la llum, es pot determinar mitjançant la Formulació lagrangiana 
{\displaystyle L={\frac {1}{2}}m({\dot {q}}^{i})^{2}-V(q)},
em que {\displaystyle (q^{i},{\dot {q}}^{i})} (que són, respectivament, coordenades generalitzades per a la posició i la velocitat de la partícula) determinen l'espai de fase del sistema i {\displaystyle V(q)} és el potencial en què es mou la partícula. Minimitzant l'acció funcional
{\displaystyle S=\int dtL(q,{\dot {q}})}
es troba l'equació de moviment d'aquest sistema,
{\displaystyle m{\frac {d^{2}q^{i}}{dt^{2}}}=-{\frac {\partial V(q)}{\partial q^{i}}}},
que és l'equació de Newton, ja que {\displaystyle \mathbf {F} =-\nabla V(q)}.
Hi ha una altra formulació equivalent de la mecànica clàssica, coneguda com formulació hamiltoniana i que pot estar directament relacionada amb la formulació lagrangiana anterior. Per fer contacte entre les dues formulacions, es defineix el moment
{\displaystyle p^{i}={\frac {\partial L}{\partial {\dot {q}}^{i}}}},
de manera que la funció hamiltoniana és donada per
{\displaystyle H(q,p)=p^{i}{\dot {q}}^{i}-L(q^{i},{\dot {q}}^{i})},
que per a l'elecció de la lagrangiana de dalt, tenim
{\displaystyle H(q,p)={\frac {(p^{i})^{2}}{2m}}+V(q)}.
Igual que en el cas de la funció lagrangiana, la hammiltoniana descriu tota la dinàmica d'un sistema clàssic, per tant, considerant una variació de {\displaystyle H(q^{i},p^{i})} hi ha un parell d'equacionse diferencials de primer ordre conegudes com equacions de Hamilton
{\displaystyle {\dot {q}}^{i}={\frac {\partial H}{\partial p^{i}}},\quad {\dot {p}}^{i}=-{\frac {\partial H}{\partial q^{i}}}},
i que és equivalent a l'equació de Newton, que és de segon ordre. En el formalisme hamiltonià, utilitzant la regla de la cadena, podem escriure qualsevol variació temporal d'una funció {\displaystyle F=F(t;q(t);{\dot {q}}(t))}, en termes de les equacions de Hamilton anteriors, de manera que,
{\displaystyle {\begin{aligned}{\dot {F}}&={\frac {\partial F}{\partial t}}+{\frac {\partial F}{\partial q^{i}}}{\dot {q^{i}}}+{\frac {\partial F}{\partial p^{i}}}{\dot {p^{i}}}\\&={\frac {\partial F}{\partial t}}+{\frac {\partial F}{\partial q^{i}}}{\frac {\partial H}{\partial p^{i}}}-{\frac {\partial F}{\partial p^{i}}}{\frac {\partial H}{\partial q^{i}}}\\&={\frac {\partial F}{\partial t}}+\{H,F\},\end{aligned}}}
on el claudàtor de Poisson és definit com 
{\displaystyle \{A,B\}={\frac {\partial A}{\partial p^{i}}}{\frac {\partial B}{\partial q^{i}}}-{\frac {\partial A}{\partial q^{i}}}{\frac {\partial B}{\partial p^{i}}}}.
Hi ha diverses maneres de realitzar la quantificació d'un sistema clàssic, com ara la quantificació mitjançant integrals funcionals i la quantificació canònica. Aquest últim mètode en concret consisteix a substituir el claudàtor de Poisson per commutadors
{\displaystyle \{A,B\}\to {\frac {i}{\hbar }}[{\hat {A}},{\hat {B}}]},
onde {\displaystyle {\hat {A}},{\hat {B}}}, són operadors en un espai de Hilbert. Amb aquestes substitucions, el braç de Poisson entre dues coordenades generalitzades esdevé
{\displaystyle [{\hat {p}}^{i},{\hat {q}}^{j}]=-i\hbar \delta ^{ij}}.
Un aspecte important a observar és que els operadors {\displaystyle {\hat {p}}^{i}} e {\displaystyle {\hat {E}}} poden ser representats com els operadors diferencials 
{\displaystyle {\hat {p}}^{i}=-i\hbar {\frac {\partial }{\partial q^{i}}},\quad ,{\hat {E}}=i\hbar {\frac {\partial }{\partial t}}}
de manera que la funció hamiltoniana, es converteix en un operador a l'espai de Hilbert, anomenat operador hamiltonià que actua sobre una funció {\displaystyle \psi (q,t)}
{\displaystyle \left(-{\frac {\hbar ^{2}}{2m}}\nabla ^{2}+{\hat {V}}(q)\right)\psi =i\hbar {\frac {\partial \psi }{\partial t}}},
que és l'equació de Schrödinger.

### Teoria Clàssica de Camps
Les formulacions lagrangianes i hamiltonianes de la mecànica clàssica són perfeccionaments de la mecànica newtoniana i permeten el tractament de sistemes amb un nombre finit de graus de llibertat. Considerant un sistema mecànic unidimensional amb {\displaystyle N} graus de llibertat, que consisteix en {\displaystyle N} partícules puntuals de massa {\displaystyle m}, separades per una distància {\displaystyle \epsilon } i connectats entre si per un ressort de constant elàstica {\displaystyle \kappa }. El Lagrangià d'aquest sistema és:
{\displaystyle L=\sum _{i=1}^{N}\left[{\frac {1}{2}}m{\dot {x}}^{2}-{\frac {\kappa }{2}}(x_{i}-x_{i+1})^{2}\right]}.
Aquest sistema es pot estendre fàcilment fins al límit on {\displaystyle N\to \infty } i {\displaystyle L=\epsilon N\to \infty }. Tanmateix, si la longitud total del sistema és fixa, tenim el límit continu {\displaystyle \epsilon \to 0}, de manera que el lagrangià tindrà la forma
{\displaystyle L=\int dx{\frac {1}{2}}\left[\mu {\dot {\phi (t,x)}}^{2}-\nu \left({\frac {d\phi (t,x)}{dx}}\right)^{2}\right]},
on {\displaystyle \phi (t,x)} representa el desplaçament de la partícula respecte a la posició {\displaystyle x} a l'instant {\displaystyle t}. També, es defineixen les quantitats {\displaystyle \mu =\lim _{\epsilon \to 0}{\frac {m}{\epsilon }}} {\displaystyle \nu =\lim _{\epsilon \to 0}\kappa \epsilon }.
Generalitzant aquesta discussió anterior a un sistema relativista, tenim un Lagrangià que serà una funció del camp {\displaystyle \phi (x)}, on {\displaystyle x=x^{\mu }} i les derivades {\displaystyle \partial _{\mu }\phi (x)}, d'aquesta manera, la funcional d'acció es pot escriure com
{\displaystyle S=\int dtL(\phi ,\partial _{\mu }\phi )}.
Finalment, la lagrangiana pot ser escrita com  
{\displaystyle L(\phi ,\partial _{\mu }\phi )=\int d^{3}x{\mathcal {L}}(\phi ,\partial _{\mu }\phi )},
on {\displaystyle {\mathcal {L}}(\phi ,\partial _{\mu }\phi )}, és coneguda com densitat lagrangiana. L'equació d'Euler-Lagrange és:
{\displaystyle \partial _{\mu }{\frac {\partial {\mathcal {L}}}{\partial (\partial _{\mu }\phi )}}-{\frac {\partial {\mathcal {L}}}{\partial \phi }}=0}.

## Aplicacions

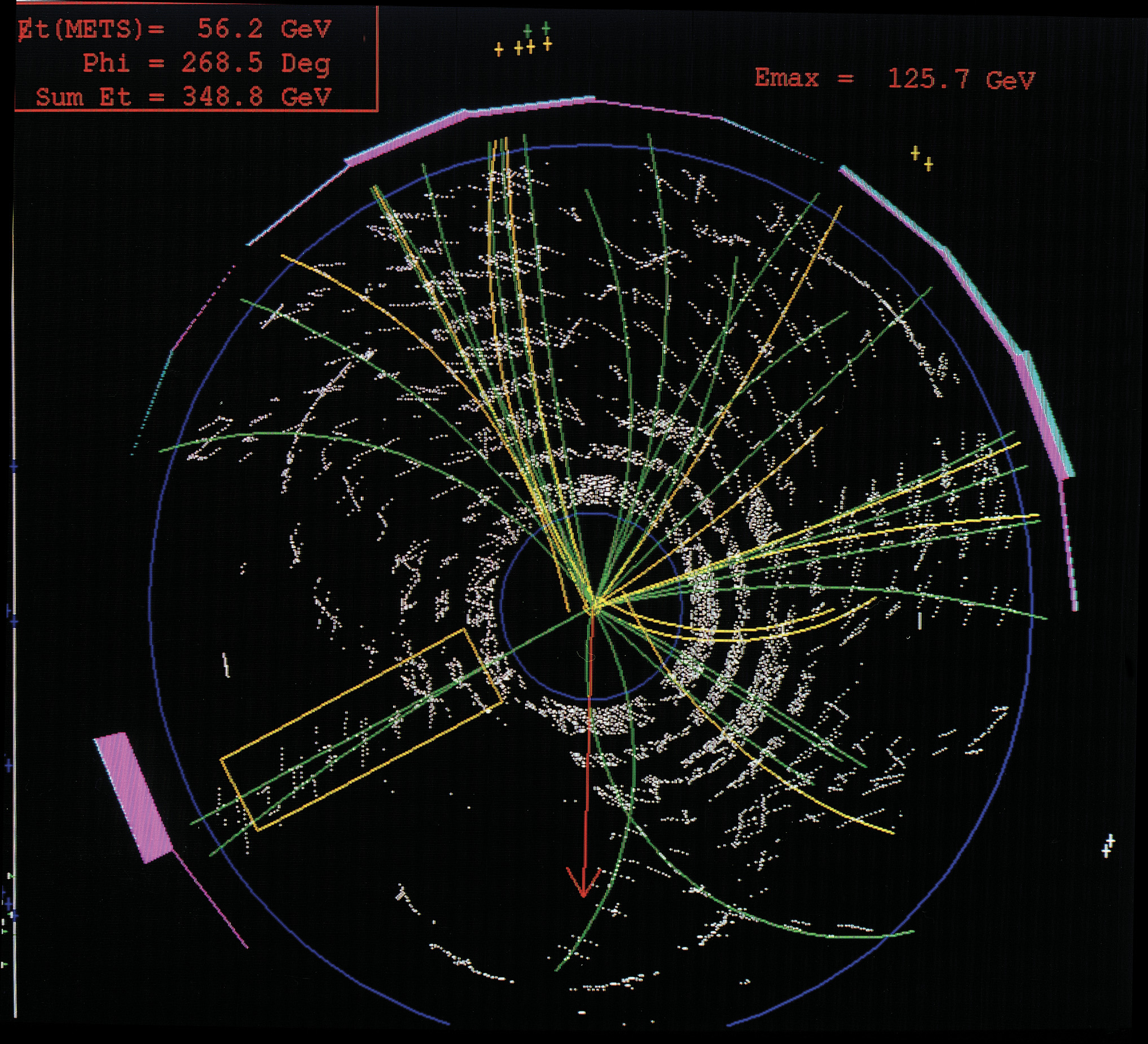
Esdeveniment del quark top en CDF. El quark top es la penúltima partícula del model estàndard descobert fins ara (en Tevatró el 1995).

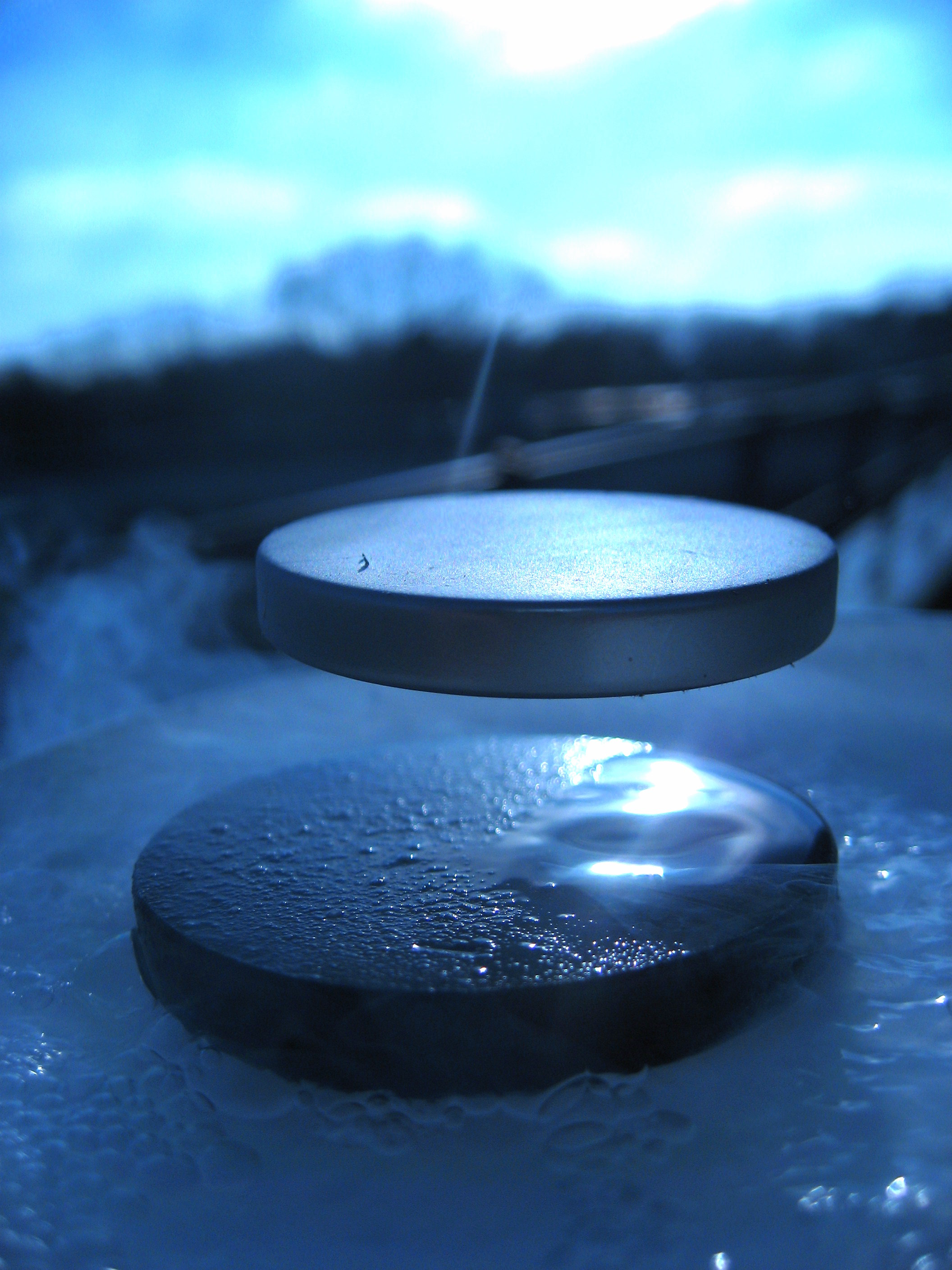
Superconductor. Levitació magnètica d'un imant sobre un superconductor.

### Física d'altes energies
En l'àmbit de la física d'altes energies s'estudien els components elementals de la matèria i les seves interaccions. Per això és necessari utilitzar una gran quantitat d'energia en relació amb el nombre de partícules involucrades i així descompondre la matèria.
Actualment, la teoria anomenada model estàndard recull els fenòmens coneguts a escala subatòmica. Aquesta teoria classifica tots els constituents fonamentals de la matèria en tres famílies de quarks, components dels hadrons com el protó i el neutró; i de leptons: l'electró i partícules similars, juntament amb els neutrins. Totes aquestes partícules són fermions d'espín 1/2 i, a excepció dels neutrins, estan carregades elèctricament. A més, totes tenen massa, encara que el descobriment de les masses (extremadament petites) dels neutrins és recent encara, i no s'inclou en el model estàndard.
El model estàndard és una teoria gauge: les interaccions entre aquestes partícules ocorren mitjançant l'intercanvi de bosons de gauge d'espín 1. Tots excepte els neutrins interaccionen electromagnèticament a través del fotó. Els quarks posseeixen càrrega de color, i poden intercanviar-se gluons. A més, tots aquests fermions posseeixen una càrrega denominada isoespín feble, que fa que interaccionin entre si a través dels bosons febles Z0 i W± els quals, a diferència dels fotons i gluons, tenen massa. Aquestes tres interaccions es coneixen com la interacció electromagnètica, la interacció forta i la interacció feble.
El model estàndard inclou una partícula d'espín 0 i sense càrrega anomenada bosó de Higgs l'existència del qual està parcialment confirmada, i que interaccionaria amb totes les que tenen massa, inclosa ella mateixa. La seva presència explica precisament les masses no nul·les de les partícules, que en aparença contradiuen la conservació de l'isoespín feble.
El model estàndard ha assolit un alt grau de precisió en les seves prediccions, encara que existeixen múltiples fenòmens que no explica, com l'origen de la massa dels neutrins, la naturalesa de la matèria fosca, la interacció gravitatòria , etc. Tampoc no existeix una explicació teòrica satisfactòria del comportament dels quarks dins dels hadrons que formen a baixa energia, més enllà de càlculs aproximats utilitzant una versió discretitzada de la teoria de camps.

### Física de la matèria condensada
Les teories de camps quàntics també han trobat nombroses aplicacions en la física de la matèria condensada. Fenòmens com la condensació de Bose-Einstein, els plasmes de gasos d'electrons en interacció, certes fases superconductores s'expliquen millor mitjançant una anàlisi de la ruptura de simetria espontània per exemple. Més recentment, el descobriment de fases topològiques com la transició Berezinsky-Kosterlitz-Thouless (Premi Nobel de Física 2016) i l'estudi de l'efecte Hall quàntic fraccionat mostren la rellevància de les teories topològiques dels camps quàntics per a l'estudi de les propietats de conductivitat de la matèria. Les eines desenvolupades per a la teoria quàntica de camps també permeten abordar certs problemes de no equilibri, per exemple mitjançant el formalisme de Keldysh.